# Miraflores (ort i Colombia, Boyacá, lat 5,20, long -73,15)
Miraflores är en ort i Colombia.   Den ligger i departementet Boyacá, i den centrala delen av landet, 120 km nordost om huvudstaden Bogotá. Miraflores ligger 1 518 meter över havet och antalet invånare är 2 766.
Terrängen runt Miraflores är bergig åt sydost, men åt nordväst är den kuperad. Runt Miraflores är det ganska glesbefolkat, med 21 invånare per kvadratkilometer. Miraflores är det största samhället i trakten. I omgivningarna runt Miraflores växer i huvudsak städsegrön lövskog.